# Money in the Bank (2010)
Money in the Bank (2010) — первое в истории шоу Money in the Bank, PPV-шоу производства американского рестлинг-промоушна WWE. Шоу проходило 18 июля 2010 года в Sprint Center в Канзас-Сити, Миссури, США.
Концепция шоу основана вокруг матча с лестницами «Деньги в банке». Одноименный матч ранее проводился на WrestleMania с 2005 по 2010 год. После WrestleMania XXVI в марте 2010 года концепция матча была выделена в отдельное PPV-шоу.
Во время шоу прошло 8 поединков, включая два поединка «Деньги в банке» двух брендов Raw и SmackDown!. В главном событии бренда Raw Шимус сохранил титул чемпиона WWE против Джона Сины в матче в стальной клетке после вмешательства «Нексуса». В главном событии бренда SmackDown Рей Мистерио сохранил своё Чемпионство мира в тяжёлом весе против Джека Суаггера, после чего, Кейн, который только выиграл контракт Money in the Bank для SmackDown, закэшил контракт и стал новым чемпионом. В другом важном матче, Миз стал обладателем контракта Money in the Bank для бренда Raw.

## Результаты
| #                                                     | Поединки | Условия                                                      | Время |
| ----------------------------------------------------- | --- | ------------------------------------------------------------ | ----- |
| 1D                                                    | Сантино Марелла победил Уильяма Ригала | Одиночный матч                                               | —     |
| 2                                                     | Кейн победил Биг Шоу, Мэтта Харди, Кристиана, Кофи Кингстона, Коди Роудса, Дрю Макинтайра и Дольфа Зигглера                                | Матч Money in the Bank от SmackDown!                         | 27:18 |
| 3                                                     | Алисия Фокс (c) победила Ив | Одиночный матч за титул чемпиона WWE среди див               | 05:52 |
| 4                                                     | Династия Харт (Девид Харт Смит и Тайсон Кидд) (с Натальей) (c) победили Усо (Джей и Джимми Усо) (с Таминой Снукой), применив болевой приём | Командный матч за титул объединённых командных чемпионов WWE | 05:23 |
| 5                                                     | Рей Мистерио (c) победил Джека Сваггера | Одиночный матч за титул чемпиона мира в тяжелом весе         | 10:43 |
| 6                                                     | Кейн победил Рея Мистерио (с), использовав кейс «Деньги в банке»                                                                           | Одиночный матч за титул чемпиона мира в тяжелом весе         | 00:54 |
| 7                                                     | Лейла (c) (с Мишель МакКул) победила Келли Келли (с Тиффани)                                                                               | Одиночный матч за титул чемпиона WWE среди женщин            | 03:56 |
| 8                                                     | Миз победил Теда Дибиаси, Криса Джерико, Эджа, Эвана Борна, Джона Моррисона, Рэнди Ортона и Марка Генри                                    | Матч Money in the Bank от RAW                                | 20:26 |
| 9                                                     | Шеймус (c) победил Джона Сину | Матч в стальной клетке за титул чемпиона WWE                 | 23:05 |
| D —означает тёмный матч (c) — чемпион на начало матча | |                                                              |       |